# لوئستافت
latitudeلوئستافتlongitudeلوئستافت
لوئستافت (به انگلیسی: Lowestoft) شهری در منطقهٔ لندن کشور انگلستان است که این کشور خود بخشی از بریتانیا محسوب می‌شود. این شهر در سال ۱۹۹۱ میلادی ۶۲٫۹۰۷ نفر جمعیت داشته و در سرشماری سال ۲۰۰۱ جمعیت آن به ۶۸٫۳۴۰ نفر رسیده‌است. میزان رشد سالانهٔ جمعیت لوئستافت ‎۱٫۲۲ درصد می‌باشد و جمعیت این شهر در سال ۲۰۱۲ به ۷۸٫۱۲۸ نفر تغییر یافت.